# Rapatea scabra
Rapatea scabra är en gräsväxtart som beskrevs av Bassett Maguire. Rapatea scabra ingår i släktet Rapatea och familjen Rapateaceae. Inga underarter finns listade i Catalogue of Life.